# Freccia del Brabante 2022
La Freccia del Brabante 2022, sessanduesima edizione della corsa, valevole come diciannovesima prova dell'UCI ProSeries 2022 categoria 1.Pro, si svolse il 13 aprile 2022 su un percorso di 205,1 km, con partenza da Lovanio e arrivo a Overijse, in Belgio. La vittoria fu appannaggio dell'americano Magnus Sheffield, che completò il percorso in 4h53'21", alla media di 41,950 km/h, precedendo i francesi Benoît Cosnefroy e Warren Barguil.
Sul traguardo di Overijse 61 ciclisti, su 139 partiti da Lovanio, portarono a termine la competizione.

## Squadre e corridori partecipanti
| N.      | Cod. | Squadra                     |
| ------- | ---- | --------------------------- |
| 1-7     | IGD  | Ineos Grenadiers            |
| 11-17   | QST  | Quick-Step Alpha Vinyl Team |
| 21-27   | LTS  | Lotto Soudal                |
| 31-37   | IWG  | Intermarché-Wanty-Gobert    |
| 41-47   | ACT  | AG2R Citroën Team           |
| 51-57   | TBV  | Bahrain Victorious          |
| 61-67   | BOH  | Bora-Hansgrohe              |
| 71-77   | COF  | Cofidis                     |
| 81-87   | EFE  | EF Education-EasyPost       |
| 91-97   | IPT  | Israel-Premier Tech         |
| 101-107 | BEX  | Team BikeExchange-Jayco     |

| N.      | Cod. | Squadra                   |
| ------- | ---- | ------------------------- |
| 111-117 | TFS  | Trek-Segafredo            |
| 121-127 | UAD  | UAE Team Emirates         |
| 131-137 | AFC  | Alpecin-Fenix             |
| 141-147 | BBK  | B&B Hotels-KTM            |
| 151-157 | BFC  | Bardiani-CSF-Faizanè      |
| 161-167 | BWB  | Bingoal Pauwels Sauces WB |
| 171-177 | BBH  | Burgos-BH                 |
| 181-187 | SVB  | Sport Vlaanderen-Baloise  |
| 191-197 | ARK  | Team Arkéa-Samsic         |
| 201-207 | UXT  | Uno-X Pro Cycling Team    |

## Ordine d'arrivo (Top 10)
| Pos. | Corridore        | Squadra      | Tempo    |
| ---- | ---------------- | ------------ | -------- |
| 1    | Magnus Sheffield | Ineos        | 4h53'21" |
| 2    | Benoît Cosnefroy | AG2R         | a 37"    |
| 3    | Warren Barguil   | Arkéa        | s.t.     |
| 4    | Ben Turner       | Ineos        | a 40"    |
| 5    | Thomas Pidcock   | Ineos        | a 41"    |
| 6    | Remco Evenepoel  | Quick-Step   | s.t.     |
| 7    | Michael Matthews | BikeExchange | s.t.     |
| 8    | Dylan Teuns      | Bahrain      | s.t.     |
| 9    | Tim Wellens      | Lotto        | s.t.     |
| 10   | Xandro Meurisse  | Alpecin      | a 51"    |